# Кинкейд, Кэт
Кэтлин (Кэт) Кинкейд (англ. Kathleen "Kat" Kinkade) (6 декабря 1930 — 3 июля 2008) — американская писательница и одна из восьми основателей идейной общины — коммуны «Твин Оукс» в штате Виргиния, первоначально создаваемой как воплощение идей бихевиористской утопии, изложенной в книге Б. Ф. Скиннера «Уолден Второй» (англ. Walden Two). Кэт Кинкейд оказалась единственной из основателей «Твин Оукс», кто оставался членом этой коммуны на протяжении большей части её истории. Её дочь Джоси (англ. Josie) также была членом «Твин Оукс» в подростковом и молодом возрасте.

## Биография
Кэтлин Киндейд родилась в Сиэтле, штат Вашингтон. Работала секретаршей, но эта работа оказалась для неё «слишком скучной».  В 1967 году приняла участие в создании коммуны «Твин Оукс». В 1970-х годах Кинкейд временно покинула «Твин Оукс» и отправилась в Миссури для участия в создании коммуны «Восточный ветер», дочерней организации «Твин Оукса». В 1993 году Кинкейд повторила этот опыт, участвуя в создании второй дочерней организации — коммуны «Эйкорн». 
Также Кинкейд участвовала в создании ассоциации эгалитарных сообществ с обобществлением доходов: «Федерации эгалитарных общин» (англ. Federation of Egalitarian Communities)
В дальнейшем Кинкейд разочаровалась в «Твин Оукс»: ей не понравились некоторые особенности жизни коммуны, в частности, слишком догматичное, по её мнению, следование принципам эгалитаризма. Кроме того, в зрелом возрасте ей стало трудно переносить жару в помещении без кондиционеров, в то время как большинство других членов коммуны не желали их устанавливать. Свои возражения против такого пути развития коммуны Кинкейд изложила в статье, опубликованной в 1998 году в газете «The Washington Post» и доступной на сайте «Твин Оукс». По этим причинам, в возрасте 70 лет Кинкейд переехала из коммуны «Твин Оукс» в маленький домик в городке Минерал (англ. Mineral) в пятнадцати милях оттуда, где занималась садоводством и написанием музыки, а также содержала пять кошек.
Позднее, в результате развившегося у неё метастатического рака молочной железы, Кинкейд уже не могла жить без посторонней помощи и ухода. В 2008 году она опять вернулась в коммуну «Твин Оукс», где и провела последние дни своей жизни. Коммуна сделала для неё исключение, учитывая особый вклад Кинкейд в создание коммуны, приняла её обратно вне очереди и обеспечила ей пожизненный уход. 
Кэтлин Кинкейд скончалась на 78-м году жизни от осложнений рака молочной железы. Смерть наступила 3 июля 2008 года, вскоре после того, как коммуна Твин Оукс отметила 41-ю годовщину со дня основания.